# EuroInternational
EuroInternational es una organización de carreras (que incluye la división italiana EuroInternational Srl y la división estadounidense EuroInternational Inc.) propiedad de Antonio Ferrari, sobrino nieto de Enzo Ferrari,  anteriormente conocido como Euromotorsport.

## Historia
Originalmente conocido como Euromotorsport, el equipo hizo su debut en CART en 1989 con Jean-Pierre Frey en Phoenix.  Después de que Frey no pudo completar el Programa de Orientación para Novatos de la USAC en Indianápolis, el equipo contrató a Davy Jones, quien se clasificó para las 500 Millas de Indianápolis y terminó en séptimo lugar en su única aparición con el equipo ese año. 
El equipo pasó a competir en la CART Indy Car World Series, a menudo presentando a varios conductores europeos pagados, de 1989 a 1994. El mejor resultado del equipo fue el cuarto puesto en el Gran Premio de Detroit de 1993 de Andrea Montermini . El equipo intentó clasificar a sus pilotos para las 500 Millas de Indianápolis varias veces, pero sólo lo logró tres veces, con Davy Jones en 1989 y 1993 y Mike Groff en 1992.
El equipo planeó inscribir a Juri Nurminen en la temporada CART de 1995,  pero no apareció en ninguna de las carreras. En ese momento, el equipo también competía en la serie IMSA y en las 24 Horas de Le Mans, compitiendo con un Ferrari 333SP. Durante 1996, el equipo corrió con un auto deportivo Osella en IMSA y participó en las 500 Millas de Indianápolis de 1996 como Osella USA, nombrando a Russ Wicks como piloto. Sin embargo, no se presentaron al evento por falta de patrocinio. 
El equipo cambió su nombre a EuroInternational en 1997 y se trasladó a la IRL IndyCar Series y presentó un coche en dos carreras para Billy Roe, incluida las 500 Millas de Indianápolis de 1997.
EuroInternational estuvo alejado de las carreras durante algunos años antes de resurgir en la Fórmula Renault y la Fórmula BMW USA. Se rumoreaba que el equipo regresaría a la Champ Car en 2006  pero el equipo nunca llegó a concretarse. En 2007, el equipo anunció que había comprado los activos de Alan Sciuto Racing y se estaba preparando para competir en la Champ Car Atlantic Series 2008 con el piloto italiano Edoardo Piscopo.  Al comenzar la temporada, el equipo presentó un par de autos para Daniel Morad y Luis Schiavo en lugar de uno para Piscopo.
En 2008, el equipo también comenzó a presentar los equipos de Fórmula de Superliga del SC Corinthians y el Atlético de Madrid conducidos por Antônio Pizzonia y Andy Soucek.
No continuaron ni en el Campeonato Atlántico ni en la Superliga de Fórmula en 2009.

## Lista de pilotos
- Jeff Andretti (1994)
- Scott Atchison (1989)
- Tony Bettenhausen Jr. (1990)
- Steve Chassey (1992)
- Andrea Chiesa (1993)
- Guido Daccò (1989–1990, 1992)
- Christian Danner (1992–1993)
- Franck Fréon (1994)
- Jean-Pierre Frey (1989)
- Mike Groff (1990–1992)
- Roberto Guerrero (1991)
- Davy Jones (1989, 1993)
- David Kudrave (1993)
- Jovy Marcelo (1992)
- Andrea Montermini (1993)
- Nicola Marozzo (1991–1992)
- Tero Palmroth (1989, 1992)
- Vinicio Salmi (1992)
- Franco Scapini (1991)
- George Snider (1992)
- Jeff Wood (1991–1994)
- Alessandro Zampedri (1994)